# Fuerza (cómic)
Fuerza (nacido Clayton "Clay" Wilson, legalmente cambiado a Carl Walker) (inglés: Force) es un personaje ficticio que aparece en los cómics estadounidenses publicados por Marvel Comics. El personaje aparece por primera vez en Prince Namor, the Savage Sub-Mariner #67 (noviembre de 1972) y fue creado por Steve Gerber y Don Heck.
Una versión de Clay Wilson apareció en la adaptación televisiva de la primera temporada de The Punisher interpretado por Tim Guinee ambientada en el Universo cinematográfico de Marvel.

## Biografía ficticia
Clayton Wilson es un estudiante graduado de la Universidad Empire State que trabaja como asistente de investigación del científico Dr. Damon Walters, quien desarrolla un dispositivo prototipo para crear un campo de fuerza protector. Wilson roba el generador de campo de fuerza prototipo, crea un traje de batalla que lo incorpora y adopta el alias "Fuerza". Luego, el personaje se vuelve loco por la ciudad de Nueva York hasta que es derrotado por el héroe Namor el Sub-Marinero.
Fuerza se retira y aparece en el título Iron Man, habiéndose convertido en un criminal profesional, trabajando para el jefe del crimen Justin Hammer a cambio de modificaciones en su traje. Fuerza y un grupo de mercenarios secuestran el yate del industrial Tony Stark (el alter ego de Iron Man) y toman varios rehenes. Iron Man, sin embargo, rastrea el yate, derrota a Fuerza y sus hombres y rescata a los rehenes.
Wilson finalmente reaparece en el título Iron Man, y decide reformarse. Hammer, sin embargo, atrapa al personaje en el traje y amenaza con matarlo si incumple el acuerdo. Fuerza huye y Hammer envía a los villanos Escarabajo, Blacklash y Blizzard II para matarlo. Iron Man ayuda a Fuerza a detener a los villanos, luego miente a las autoridades y advierte que Wilson murió en la batalla para aplacar a Hammer. Wilson cuenta con una nueva identidad y empleo con Barstow Electronics, una subsidiaria de Industrias Stark. El análisis de la armadura de Fuerza revela que los elementos de la misma se basaron en realidad en los propios diseños de Stark, Stark trajo a Wilson para preguntarle rápidamente dónde adquirió esa tecnología, poniendo así en marcha los eventos de Armor Wars cuando se entera de que Justin Hammer adquirió algunos de ellos. Los planes de Stark gracias a una redada realizada por Spymaster. Wilson hace otra breve aparición en el título Iron Man, haciéndose pasar por el héroe para ayudar a Stark.
El personaje hace otra aparición en Iron Man como parte del grupo "Legión de Hierro", y posteriormente lucha contra el robot gigante Ultimo. Fuerza luego aparece en el tercer volumen de Iron Man, y después de ser chantajeado, viaja al país de Irak para ayudar a Stark una vez más.
Wilson reaparece como Fuerza durante la historia de Dark Reign, arrestando a varios villanos empleados por el criminal Capucha.

## Poderes, habilidades y equipamiento
Clayton Wilson diseñó y usó un traje de batalla motorizado que incorporaba el proyector de campo de fuerza diseñado por el Dr. Damon Walters. El traje también proporciona mayor fuerza, vuelo y puede generar una corriente eléctrica que puede canalizarse a través del campo de fuerza cuando se activa. El personaje es un estudiante graduado en física.

## En otros medios
- Una variación de Fuerza aparece en el episodio de Iron Man: Armored Adventures, "Armor Wars". Esta versión es miembro de la Guardia de Obadiah Stane y fue un ex ejecutor de Maggia.
- Una variación de Clay Wilson aparece en The Punisher, interpretado por Tim Guinee. Él intenta cuidar a su hijo Lewis (interpretado por Daniel Webber), un veterano del ejército dado de baja que sufre de trastorno de estrés postraumático, a pesar de la resistencia de Lewis.[10][11]